# سليمان المغني
سليمان المغني مواليد 15 يناير 1982، لاعب كرة قدم إماراتي يجيد اللعب في الوسط .
كانت بداياته مع نادي اتحاد كلباء و انتقل إلى نادي الشارقة في عام 2010 و عاد إلى نادي اتحاد كلباء عام 2013 .

## روابط خارجية
- سليمان المغني على موقع Soccerway.com (الإنجليزية)